# پروآنتوسیانیدین بی۴
پروآنتوسیانیدین بی۴ (به انگلیسی: Proanthocyanidin B4) با فرمول شیمیایی C۳۰H۲۶O۱۲ یک ترکیب شیمیایی با شناسه پاب‌کم ۱۴۷۲۹۹ است. که جرم مولی آن ۵۷۸٫۵۲ g/mol می‌باشد. 